# Benedikt der Mohr

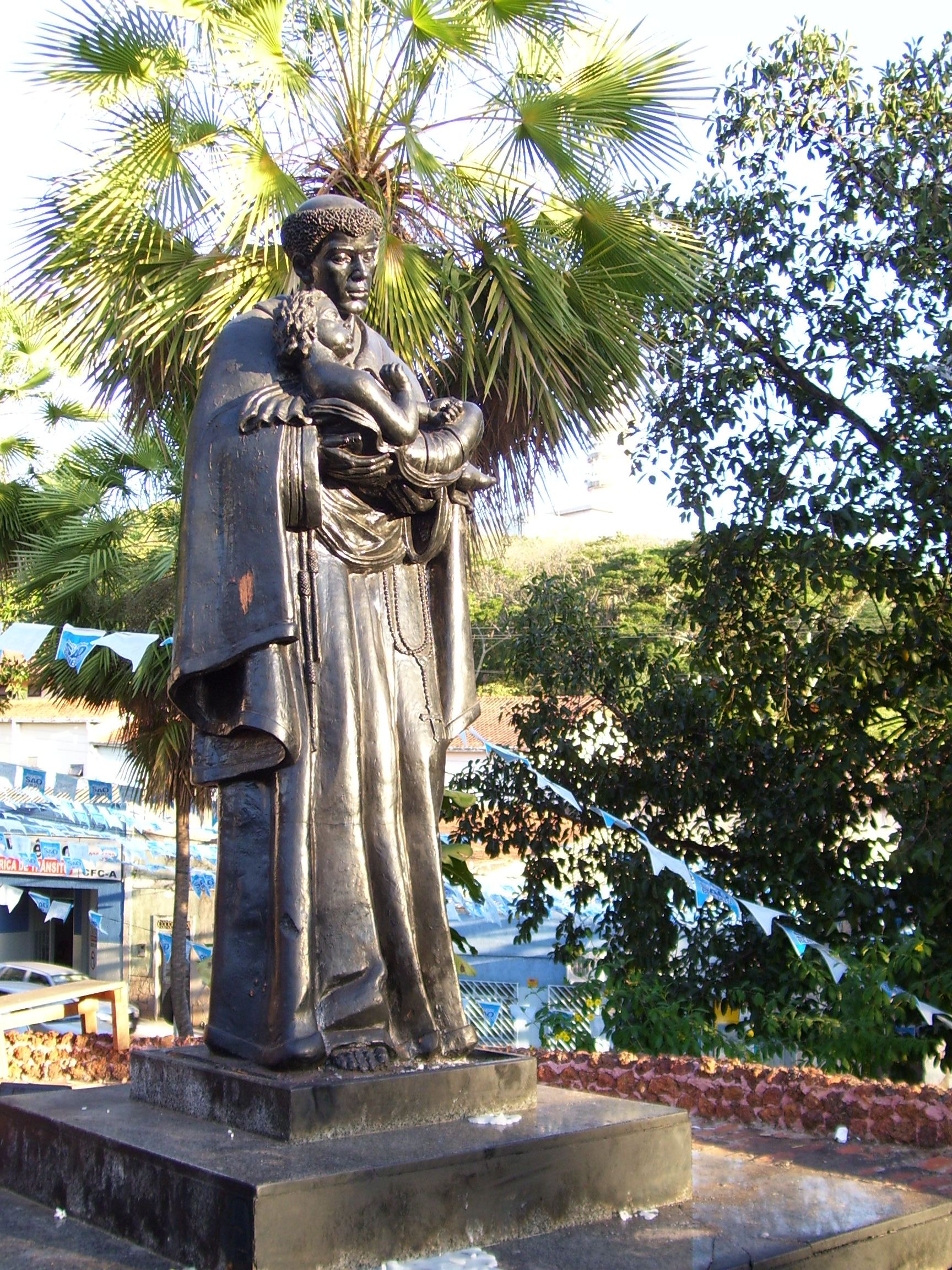
Hl. Benedikt, der Afrikaner, Statue in Cuiabá, Brasilien

Benedetto Manasseri OFM, in der Hagiographie als Benedikt der Mohr bezeichnet, (auch il Moro oder der Afrikaner und Benedikt von San Fratello; * 31. März 1526 in San Fratello; † 4. April 1589 in Palermo) war ein äthiopischstämmiger befreiter Sklave und Ordensmann, der auf Sizilien wirkte. In der römisch-katholischen Kirche wird er als Heiliger verehrt. 
Er wurde auf dem Gut des Chevalier de Lanza in San Fratello, Provinz Messina als Sohn von Cristoforo und Diana Manasseri, zwei Äthiopiern, geboren. Seine Eltern wurden zuvor als Sklaven dorthin gebracht und ließen sich später taufen. Wegen ihrer Loyalität wurde ihrem Sohn im Alter von 18 Jahren die Freiheit versprochen, die er auch erhielt. 
Als Benedikt 21 Jahre alt wurde, ging er als Eremit in das Kloster am Monte Pellegrino. Im Jahre 1564, als Papst Pius IV. das Eremitentum verbot, siedelte Benedikt nach Palermo über und schloss sich dem Minoritenorden an. 1578 wurde er, obwohl er nicht lesen und schreiben konnte, gegen seinen Willen von der Gemeinschaft zum Oberen gewählt. Benedikt starb im Alter von 63 Jahren, der Überlieferung nach zu einem Zeitpunkt, den er selbst vorhergesagt hatte.
Benedikt wurde im Jahr 1743 von Benedikt XIV. seliggesprochen. Papst Pius VII. sprach Benedikt 1807 heilig. Benedikt dem Mohren werden mehrere Wunder zugeschrieben. Er ist einer der Schutzpatrone seines Sterbeortes Palermo. Sein Gedenktag in der römisch-katholischen Kirche und der Evangelisch-Lutherischen Kirche in Amerika ist der 4. April.
Sein in einem Kloster bei Palermo beigesetzter, unverwester Leichnam wurde im Juli 2023 bei einem Feuer fast vollständig zerstört.